# Asheron’s Call 2: Fallen Kings
Asheron’s Call 2 ist ein MMORPG des Softwareunternehmens Turbine Entertainment Software, das 2002 veröffentlicht wurde. Es ist die Fortsetzung des erfolgreichen ersten Teils Asheron’s Call aus dem Jahre 1999. Die Geschichte beginnt Generationen nach dem „Ende“ des Vorgängers in einer nun zerstörten und geteilten Welt: Dereth.
Ursprünglich wurden die Spiele von Microsoft vertrieben, Ende 2003 erwarb Turbine die Rechte jedoch zurück. Die Server wurden wie die des Vorgängers am 31. Januar 2017 um 18:00 Uhr MEZ abgeschaltet.

## Spielprinzip
In der Fantasy-Umgebung von Asheron’s Call 2 stehen bei der Charaktererstellung die vier Völker Tumerok, Drudges, Lugianer, und Menschen zur Auswahl. Jeder Charakter gehört einer Klasse an, die in die Kategorien Nahkampf, Fernkampf und Magie eingeteilt sind.
Zusätzlich zu diesen Klassen stehen dem Spieler noch Fertigkeiten aus den jeweiligen Basis-Fertigkeitsbäumen (Nahkampf, Fernkampf, Magie) offen, die er frei mit anderen Fertigkeiten kombinieren kann. Somit bietet sich eine große Gestaltungsvielfalt und man kann sein virtuelles Alter Ego nach seinen Wünschen und seiner Spielweise anpassen. Eine Besonderheit hierbei ist, dass keine Entscheidung welche Fertigkeiten man erlernt, unumkehrbar ist. Es ist jederzeit möglich, bereits erlernte Fertigkeiten abzutrainieren und dafür andere zu erlernen.
Das sogenannte Crafting-System ist sehr flexibel und unterteilt in die Bereiche Rohstoffsuche, Rüstungsschmied, Waffenschmied. Zauberbindung und Werkzeugherstellung. Man benötigt hierbei keinerlei Vorkenntnisse. Alles was man wissen muss, wird in einem Tutorial-Handbuch genau erklärt und ist somit – wie das restliche Spiel ebenfalls – sehr einsteigerfreundlich.

## Spielwelt
Die Spielwelt „Dereth“ gliedert sich in vier Kontinente, die jeweils ab einer bestimmten Charakterstufe zugänglich sind. Osteth, die Heimat der Menschen, beinhaltet das Startgebiet für drei Völker und ist mittelalterlich dargestellt. Omishan ist die Heimat der Tumerok. Es handelt sich um ein Dschungelgebiet, das erst ab Stufe 15 zugänglich ist. Das Linvak Massiv ist mit seiner Berglandschaft im nordischen Design die Heimat der Lugianer. Arramora ist eine Insel und beinhaltet drei kleinere Archipele für Königreich-gegen-Königreich-Kämpfe. Die Insel ist ab Stufe 46 nach Vollendung des sogenannten „Helden-Quests“ zugänglich, nach welchem die Spielfigur besondere Fertigkeiten erlangen kann. Knorr ist ein vergessener Kontinent, der die Heimat der Empyrianer bildet. Er ist zugänglich ab Stufe 30 und wird nur durch den Erwerb des Expansion Packs (Legions) verfügbar.

## Entwicklung
Asheron’s Call 2 wurde Anfang 2003 nach der üblichen Betatestphase veröffentlicht. Probleme mit dem damaligen Publisher Microsoft Game Studios sowie das daraus resultierende eingeschränkte Bezahlsystem (Zahlung des Monatsbeitrages ausschließlich per Kreditkarte) führten abnehmenden Spielerzahlen. Waren es Mitte 2003 noch etwa 3000 Spieler, sank die Zahl auf etwa 500 insgesamt. Am 4. Mai 2005 erschien die Erweiterung Legions mit der Ankündigung des Publishers, alternative Bezahlmethoden zu implementieren. Alle zwei Monate (bis Herbst 2004 monatlich) wurde ein kostenloses Update von Entwickler Turbine zur Verfügung gestellt, welches neue Quests, neue Fertigkeiten oder Erweiterungen der Spielfunktionen enthielt.
Die US-Server wurden am 30. Dezember 2005, die europäischen Server am 23. Dezember 2005 abgeschaltet. Der Vorgänger Asheron’s Call war von der Abschaltung nicht betroffen. Ende 2012 gab Turbine bekannt, dass Asheron’s Call 2 wieder gestartet werde. Ehemalige Spieler könnten kostenfrei spielen. 2017 wurden die Server abgeschaltet.

## Rezeption
Dem Wertungsaggregator Metacritic zufolge erhielt das Spiel, ähnlich dem Vorgänger, überwiegend positive Rezensionen mit einer Durchschnittswertung von 82 %. Das Add-On Legions konnte hingegen nur einen Metascore von 67 von 100 Punkten erzielen.
Das deutsche Computerspielemagazin GameStar konstatierte Asheron’s Call 2 in seinem Test von 2003 überwältigende Landschaften. Durch spielerische Vereinfachungen werde der Einstieg leicht gemacht. Durch „eigenwilligen Designentscheidungen verkommen die meisten Städte allerdings zu langweiligen Plätzen mit dauerhaft hochgeklappten Bürgersteigen.“